# Dead by Daylight
Dead by Daylight es un videojuego de terror y supervivencia multijugador asimétrico en línea desarrollado y publicado por el estudio canadiense Behaviour Interactive. Es un juego de uno contra cuatro en el que un jugador asume el papel de un asesino y los otros cuatro juegan como supervivientes; el asesino debe cazar y empalar a cada superviviente en ganchos de sacrificio para apaciguar a una fuerza malévola conocida como la Entidad, mientras que los supervivientes tienen que evitar ser atrapados y encender las puertas de salida trabajando juntos para arreglar cinco generadores.
El juego fue lanzado para Windows en 2016; PlayStation 4 y Xbox One en 2017; Nintendo Switch en 2019; Android, iOS, PlayStation 5, Google Stadia y Xbox Series X/S en 2020; y Steam Deck en 2023. El estudio sueco Starbreeze Studios publicó el juego en nombre de Behaviour desde 2016 hasta 2018, cuando Behaviour compró los derechos de publicación. La empresa italiana 505 Games publica la versión de Nintendo Switch, mientras que la empresa austriaca Deep Silver publica copias físicas para las versiones de PlayStation 5 y Xbox Series X/S. El juego cruzado se agregó al juego en 2020 para permitir jugar con personas en otras plataformas, mientras que la progresión cruzada siguió en 2024 para permitir que los jugadores con cuentas en diferentes plataformas compartieran todo lo que habían desbloqueado en cada cuenta. El juego se ejecutó en Unreal Engine 4 desde 2016 hasta 2024, cuando se actualizó a Unreal Engine 5.
Dead by Daylight recibió críticas mixtas tras su lanzamiento, pero fue un éxito comercial; desde entonces ha atraído a más de 60 millones de jugadores y ha mejorado sus calificaciones. En 2023, se anunció que las productoras Blumhouse Productions y Atomic Monster habían comenzado a desarrollar una adaptación cinematográfica.

## Jugabilidad
Dead by Daylight es un juego de terror asimétrico donde un jugador es el asesino y los otros cuatro son los sobrevivientes. Los combates se denominan pruebas. El objetivo de los supervivientes es escapar de la prueba reparando cinco de los siete generadores que hay repartidos por ella para alimentar las dos puertas de salida. El asesino debe empalar a todos los supervivientes con ganchos antes de que escapen, lo que hará que sean sacrificados a una fuerza malévola conocida como la Entidad. Si solo queda un superviviente, se abre una escotilla de escape en una ubicación aleatoria del mapa; si el asesino cierra la escotilla o se abre una puerta de salida, comienza el "Colapso final" de dos minutos, y el cronómetro se amplía si hay supervivientes incapacitados o enganchados. Cuando el cronómetro termina, los supervivientes restantes son sacrificados inmediatamente a la Entidad.
Al cazar a los supervivientes, el asesino debe capturarlos ya sea golpeándolos con su arma dos veces y levantándolos del suelo mientras están en estado de muerte (un golpe hiere a los supervivientes y un segundo golpe los pone en estado de muerte) o agarrándolos en un solo movimiento al atraparlos inesperadamente mientras interactúan con objetos como generadores. Aunque los supervivientes pueden intentar liberarse del gancho la primera vez que son empalados, solo hay un 4% de posibilidades de éxito y los intentos fallidos conducen a una muerte más rápida. También pueden ser salvados por otros supervivientes. Si son enganchados una segunda vez, entran en una fase en la que deben resistir a la Entidad mientras intenta sacarlos del juego realizando pruebas de habilidad hasta que sean asesinados o rescatados. Si son enganchados una tercera vez, serán sacrificados a la Entidad.
Las opciones de movimiento de los supervivientes consisten en correr, caminar, agacharse o gatear si están en estado de muerte. Deben eludir al asesino perdiendo su línea de visión en una persecución o escondiéndose con éxito de él. La mayoría de los asesinos pueden moverse a un ritmo moderadamente más rápido que el de un superviviente que corre, pero son más lentos en otros movimientos, como saltar obstáculos, lo que puede ganar tiempo a los supervivientes. Los supervivientes pueden arrojar palés de madera colocados en lugares clave del mapa y, si el asesino está lo suficientemente cerca del palé cuando el Superviviente lo arroja, quedará aturdido por un breve momento. El superviviente puede saltar sobre el palé caído, pero la mayoría de los asesinos no pueden, y deben dedicar tiempo a romper el palé o rodearlo. El asesino también tiene una habilidad de lectura del aura, que revela constantemente la ubicación de generadores, ganchos y, a veces, supervivientes. Cada asesino tiene su propio poder único que se puede alterar utilizando complementos obtenidos a través del juego. Una parte importante del juego gira en torno a persecuciones, en las que los supervivientes utilizan su entorno y su ingenio para superar al asesino y escapar o, al menos, ganar tiempo para que sus aliados completen los objetivos.
Los supervivientes pueden desbloquear cofres para encontrar objetos útiles o traer objetos al comienzo de la prueba, como mapas que resaltan la ubicación de los objetivos, llaves que se pueden usar para ciertas habilidades de lectura del aura o para reabrir una escotilla de escape cerrada, cajas de herramientas para reparaciones más rápidas del generador, botiquines para una curación más rápida y linternas que se pueden usar para cegar al asesino temporalmente; esto último, si el asesino lleva a un superviviente, le permitirá escapar. Todos los asesinos tienen un "radio de terror" innato que los rodea, aunque el tamaño del radio de terror varía según el asesino, el estado del poder del asesino y los complementos o ventajas que pueda tener. Los supervivientes que se encuentren dentro del radio oirán un latido, que aumenta en intensidad con la proximidad al asesino. También pueden ver una luz roja llamada "mancha roja" que emana de la cabeza del asesino hacia el suelo, que revela la dirección a la que miran y puede ayudar a los supervivientes a determinar cuándo el Asesino está a punto de doblar una esquina. Algunos asesinos tienen la capacidad de suprimir su radio de terror y la mancha roja en determinadas condiciones, lo que les permite sorprender a los supervivientes desprevenidos.

### Objetivos
Las interacciones de los supervivientes con muchos objetos del juego pueden activar pruebas de habilidad aleatorias. El jugador puede realizar una buena prueba de habilidad que no tiene ningún efecto adicional, una gran prueba de habilidad que acelera el progreso de la acción que está realizando el jugador o una prueba de habilidad fallida que normalmente notifica al asesino la ubicación del superviviente y también puede provocar una pérdida de progreso. Las grandes pruebas de habilidad requieren más precisión y pueden no ser siempre posibles según el tipo de interacción o las ventajas que utilicen el superviviente o el asesino. Los asesinos tienen la capacidad de dañar los generadores, lo que hará que su progreso de reparación retroceda ligeramente y continúe retrocediendo lentamente hasta que un superviviente reanude la reparación durante al menos unos segundos, y puede activar ciertas ventajas.
Si el asesino atrapa a un superviviente, puede recogerlo y llevarlo a uno de los muchos ganchos de sacrificio repartidos por todo el mapa. Mientras está siendo transportado, el superviviente puede intentar zafarse del asesino superando con éxito pruebas de habilidad consecutivas antes de llegar al gancho. Cuando un superviviente queda enganchado, gana una etapa de gancho hasta un máximo de tres etapas; cuando queda enganchado por primera vez, puede esperar a que lo rescaten o intentar desengancharse por sí mismo. Si se le deja demasiado tiempo o se le vuelve a enganchar, pasará a la segunda etapa, durante la cual debe superar las pruebas de habilidad antes de que otro superviviente lo rescate. Si un superviviente queda enganchado una tercera vez o se le deja el tiempo suficiente para pasar a la tercera etapa, se lo sacrifica y se lo retira de la partida.
Una vez que se reparan cinco generadores, se encienden las puertas de salida, lo que permite a los supervivientes abrirlas y escapar de la partida. El juego solo termina cuando todos los supervivientes han escapado o han muerto; por lo tanto, aunque algunos supervivientes pueden escapar y terminar antes, los que siguen dentro deben seguir jugando. Los jugadores que hayan escapado o muerto tienen la posibilidad de recorrer los puntos de vista de los jugadores restantes como espectadores o regresar al menú principal.
Si solo queda un superviviente, reparar los generadores no suele ser práctico. Cuando los otros tres supervivientes hayan escapado o muerto, aparecerá una trampilla de escape en algún lugar del mapa. Si el superviviente encuentra esta trampilla primero, podrá escapar por ella, pero si el asesino la encuentra primero, podrá cerrarla. Si el asesino cierra la trampilla, las puertas de salida se energizan como si se hubiera completado el objetivo del generador, lo que permite al superviviente restante escapar de la prueba.

### Perks
Los supervivientes y los asesinos tienen la opción de usar hasta cuatro perks en su equipamiento, lo que les da a sus personajes habilidades especiales. Las perks difieren entre los supervivientes y los asesinos; una perk de superviviente no puede ser usado por los asesinos y viceversa. Algunos ejemplos de perks de superviviente incluyen una explosión de velocidad al huir del asesino, la capacidad de autocurarse sin un botiquín, sabotear brevemente los ganchos de sacrificio sin una caja de herramientas y muchos más. Algunos ejemplos de perks de asesino incluyen ver a los supervivientes a través de las paredes, obstaculizar los efectos de los supervivientes que luchan mientras los llevan a un gancho, evitar que se trabaje en los generadores, hacer que retrocedan los generadores, acelerar la recuperación de un ataque básico fallido y muchos más.
Hay una serie de "perks generales" que comienzan desbloqueados para que cualquier personaje los aprenda. Además, cada personaje específico comienza con un conjunto de tres perks que son exclusivos de él. Las ventajas, los complementos y los objetos se pueden desbloquear a través de Bloodweb, un árbol de habilidades en el que cada personaje puede gastar dinero del juego. Avanzar al nivel 50 en Bloodweb de un personaje permite al jugador "prestigiar" a ese personaje en particular. Al hacerlo, el personaje vuelve al nivel 1 y desbloquea el siguiente nivel de ventajas exclusivas del personaje para todos los demás personajes que tengan el mismo rol si hay un nivel superior.

## Escenario

### Premisa
Un grupo de cuatro supervivientes debe eludir a un asesino obsesionado con sacrificarlos en ganchos a un ser malévolo llamado la Entidad. Las perspectivas de los Supervivientes son tercera persona, mientras que la mayoría de las perspectivas de los Asesinos son primera persona. Los supervivientes solo pueden contraatacar aturdiendo al asesino o usando objetos como linternas para cegarlo. Los supervivientes también pueden saltar sobre obstáculos mucho más rápido que el asesino, lo que les proporciona un medio de escape. Los supervivientes usan estos obstáculos y herramientas para ayudarlos a eludir al asesino durante el mayor tiempo posible. Para escapar, los supervivientes deben reparar cinco de los siete generadores repartidos por el mapa para encender las puertas de salida. Luego deben abrir las puertas de salida y escapar por ellas; el último superviviente también puede encontrar una escotilla de escape sin marcar por la que saltar, aunque la escotilla se puede cerrar si el asesino la encuentra primero. La reparación de generadores se puede hacer más rápida con elementos como las cajas de herramientas, o si el jugador repara un generador junto con otros supervivientes, o si se equipan ciertas ventajas para facilitar el proceso.

### Argumento
La Entidad, un horror sobrenatural que existe entre dimensiones, se siente atraída por acciones de gran violencia y malicia. La mayoría de los asesinos, la mayoría de los cuales son asesinos en serie o víctimas de tragedias terribles, son sacados de la realidad por la Entidad y convencidos u obligados a cumplir sus órdenes. Para mantener su existencia, la Entidad exige sacrificios y que cacen y maten a los supervivientes para poder alimentarse de sus emociones y robar una parte de sus almas al morir. Para continuar con esta cacería, la Entidad bloquea las puertas de la muerte y pone a los supervivientes en un estado onírico que los lleva de vuelta al mundo del purgatorio de la Entidad para ser cazados de nuevo.
Los supervivientes son arrastrados al mundo construido por la Entidad cuando deambulan por el bosque o exploran edificios abandonados, desapareciendo del mundo real sin dejar rastro. Los supervivientes más recientes han entrado a través de otros métodos, como ser capturados justo antes de morir o enviarse allí usando brujería. Terminan en una fogata en el bosque, donde descansan entre pruebas hasta que un asesino los persigue de nuevo. Cada prueba tiene lugar en una serie de reinos construidos por la Entidad de áreas relacionadas con la historia de cada asesino. Escapar de los terrenos siempre lleva a los supervivientes de regreso a la fogata, y se pueden crear ofrendas para quemarlas y apelar a la Entidad. Dado que la Entidad se alimenta de las esperanzas de los supervivientes de escapar, los ayuda tanto como ayuda a los asesinos, actuando como un observador imparcial de la cacería e interviniendo solo para reclamar a aquellos que se sacrifican con éxito.
Cada Superviviente y Asesino original también tiene su propia historia de fondo individual que explica su personalidad y sus habilidades únicas, además de cómo terminan en el reino de la Entidad. Estas historias de fondo se amplían en "Tomos", donde al completar desafíos en el juego se desbloquea más información. Estos Tomos se lanzan cada pocos meses junto con un pase de batalla conocido como "La Grieta".

## Jugabilidad
Un grupo de hasta cuatro supervivientes debe eludir a un asesino. Las perspectivas de los supervivientes son en tercera persona, mientras que la perspectiva del asesino es en primera persona.

### Supervivientes
Los jugadores que juegan como supervivientes asumen el papel de Dwight Fairfield, Meg Thomas, Claudette Morel, Jake Park, Nea Karlsson, Laurie Strode, Ace Visconti, William 'Bill' Overbeck, Feng Min, David King, Quentin Smith; David Tapp, Kate Denson, Adam Francis, Jeff Johansen, Jane Romero, Ash Williams, Nancy Wheeler, Steve Harrington, Yui Kimura, Zarina Kassir, Cheryl Mason, Félix Richter, Élodie Rakoto, Yun-Jin Lee, Leon S. Kennedy, Jill Valentine, Michaela Reid, Jonah Vasquez, Yoichi Asakawa, Haddie Kaur, Ada Wong, Rebecca Chambers, Vittorio Toscano, Thalita Lyra, Renato Lyra, Gabriel Soma, Nicolas Cage, Ellen Ripley, Alan Wake, Sable Ward, Aestri Yazar, Baermar Uraz, Lara Croft y Trevor Belmont. El objetivo de los sobrevivientes es escapar del área cerrada, lo que se puede hacer de dos maneras: reparando un cierto número de generadores deshabilitados (por lo general son cinco generadores) para proporcionar potencia a los interruptores que abren grandes puertas metálicas para salir del área; o escapando a través de una escotilla. La escotilla aparece cuando solamente queda un sobreviviente en pie. La escotilla aparecerá en una de varias ubicaciones predeterminadas. Las opciones de movimiento de los sobrevivientes consisten en correr, caminar, agacharse o gatear. Deben eludir al asesino apoyándose de la oscuridad; agachado detrás de los objetos; y escondiéndose en edificios, follajes o dentro de casilleros.
Los sobrevivientes tienen la opción de utilizar hasta cuatro habilidades por partida que afectan la forma en que se desarrolla la misma. Cada uno de los sobrevivientes tiene un conjunto de tres beneficios únicos que solo están disponibles para ese sobreviviente hasta que se desbloquea la capacidad de enseñarles a otros sobrevivientes. Estas ventajas se pueden desbloquear y actualizar en reed de sangre usando puntos de sangre, y cada red de sangre solo puede contener hasta dos ventajas. Estas ventajas pueden ir desde dar un aumento de velocidad cuando se huye del asesino, ser capaz de auto-sanar sin un botiquín de primeros auxilios, hasta desbloquear la capacidad de sabotear los ganchos de carne sin una caja de herramientas. También hay una multitud de beneficios "universales" que están disponibles para que puedan ser desbloqueados por cualquier sobreviviente.
Al lidiar con el asesino, los sobrevivientes también pueden hacer uso de un conjunto de objetos y trampas en la zona: buscar cofres dentro de los edificios a veces arrojará botiquines de primeros auxilios (que permiten a los sobrevivientes curarse en vez de esperar a un compañero de equipo), linternas (que se puede usar para cegar temporalmente al asesino), cajas de herramientas (que se pueden usar tanto para reparar generadores más rápido como para deshabilitar los ganchos de carne), llave rota (hace una variedad de cosas dependiendo de sus complementos), mapas (que localizan todos los generadores o más dependiendo de su rareza y complementos), llave opaca (que se puede usar para abrir la escotilla siempre que se encuentre), y llave esqueleto (que hace una variedad de cosas dependiendo de sus complementos y se puede usar para abrir escotilla). Un objeto que los sobrevivientes pueden usar es una plataforma de madera maciza, que se coloca verticalmente, y se puede derribar cuando un sobreviviente pasa por su lado. Si el asesino está justo detrás de ellos, la plataforma aturdirá al asesino durante un breve período de tiempo. Los sobrevivientes pueden saltar sobre pallets caídos, mientras que el asesino tiene que destruirlos o dar la vuelta. También pueden saltar por las ventanas. El asesino también puede saltar ventanas, pero es mucho más lento.
Otras ventajas técnicas que tienen los sobrevivientes incluyen la capacidad de ver el aura de compañeros de equipo derribados y enganchados, atrayéndolos fácilmente a su ubicación para un rescate, y de manera similar pueden ver las ubicaciones de los generadores recientemente reparados y las puertas de salida durante un corto período de tiempo una vez que todos los generadores necesarios sean reparados. Cuando el asesino está cerca, los sobrevivientes oirán un latido de corazón y, finalmente, música tensa, que aumentarán en intensidad con la proximidad del asesino. También pueden ver una luz roja que emana de los ojos del asesino, que muestra su campo de visión aproximado.
Además existen aspectos legendarios que convierten a sus respectivos supervivientes en personajes alternativos, como lo son: Lisa Garland (Cheryl Mason), Cybil Bennett (Cheryl Mason), Jonathan Byers (Steve Harrington), Claire Redfield (Jill Valentine), Chris Redfield (Leon S. Kennedy), Sheva Alomar (Jill Valentine), Carlos Oliveira (Leon S. Kennedy) y James Sunderland (Cheryl Mason).

### Asesinos
Como asesino, los jugadores pueden asumir el papel de Evan MacMillan (El Trampero); Philip Ojomo (El Espectro); Max Thompson Jr. (El Pueblerino); Sally Smithson (La Enfermera); Michael Myers (La Forma); Lisa Sherwood (La Bruja); Herman Carter (El Doctor); Anna (La Cazadora); Leatherface (El Caníbal); Freddy Krueger (La Pesadilla); Amanda Young (La Cerda), Jeffrey Hawk (El Payaso), Rin Yamaoka (El Espíritu), Frank, Susie, Julie o Joey (La Legión), Adiris (La Plaga), Danny Johnson (Ghostface), El Demogorgon, Kazan Yamaoka (El Oni); Caleb Quinn (El Arponero), Pyramid Head (El Verdugo), Talbot Grimes (El Deterioro), Victor y Charlotte Deshayes (Los Gemelos), Ji-Woon Hak (El Traicionero), Nemesis T-Type (Némesis), Pinhead (El Cenobita), Carmina Mora (La Artista), Sadako Yamamura (Onryō), The Dredge, Albert Wesker (La Mente Maestra), Tarhos Kovács (The Knight), Adriana Imai (La Comerciante de Calaveras), HUX-A7-13 (La Singularidad), Xenomorfo (Alien), Chucky (El Chico Bueno), Lo Desconocido, Vecna (El Liche), Drácula (El Señor Oscuro), Portia Maye (La Adiestradora Canina), Ken Kaneki (El Ghoul) y Springtrap (El Animatrónico), todos con habilidades únicas. El asesino no puede correr o agacharse (a excepción de Amanda y Ghostface, que pueden agacharse), sino que simplemente camina a un ritmo muy rápido, que es ligeramente más rápido que el ritmo de un superviviente. Al cazar a los supervivientes, el asesino debe capturarlos golpeándolos dos veces con su arma (el primer golpe deja al sobreviviente herido con problemas al caminar, mientras que el segundo golpe los deja arrastrándose por el suelo), o puede agarrarlos de una vez atrapándolos dentro de los casilleros, mientras intentan saltar sobre plataformas o ventanas, mientras reparan un generador, intentan salvar a un compañero superviviente en un gancho o intentan escapar a través de una trampilla. Algunos asesinos tienen un ataque secundario que reduce a un superviviente directamente en el suelo.
El asesino puede matar inicialmente a los sobrevivientes colgándolos en uno de los muchos ganchos de carne en el área y esperando que las garras de El Ente finalmente terminen con el sobreviviente, llevando su alma a la niebla. Sin embargo, después de que un jugador haya ganado suficientes puntos de experiencia como asesino, se pueden desbloquear ciertas ofrendas de un solo uso llamados 'Memento Mori' que incluyen la habilidad matar a los sobrevivientes con sus propias manos una vez que hayan sido colgados dos veces. El asesino también puede matar a los sobrevivientes dejándolos en el suelo y esperando que se desangren hasta la muerte, o, en el caso de La Cerda, los sobrevivientes también pueden ser asesinados por las trampas de invertidas que coloca sobre sus cabezas.
La primera vez que un sobreviviente queda enganchado, ingresa a una primera fase. Solo en esta fase, el jugador puede intentar, con una probabilidad baja (4%), escapar del gancho a costa de acelerar su muerte si no escapa debido a la "salud de gancho" (en su totalidad, otorgando hasta tres oportunidades). Los jugadores también pueden ser rescatados por otros sobrevivientes. Si el jugador escapa o es salvado y se engancha por segunda vez, entrará en el estado de lucha, en el que el jugador tiene que resistirse a El Ente que intenta apuñalarlo, acertando las pruebas de habilidad que saldrán hasta que lo salva otro sobreviviente o El Ente lo sacrifique. Si el jugador se salva durante el estado de lucha y se engancha por tercera vez, morirá instantáneamente sin oportunidad de sobrevivir.
El asesino, a pesar de caminar a un ritmo rápido, es más lento al realizar otros movimientos: después de golpear a un jugador, el asesino sufrirá ralentización para limpiar la sangre de su arma. El asesino también es más lento al saltar por las ventanas, y no puede saltar sobre los pallets que los sobrevivientes pueden poner en su camino (a excepción de La Legión y Albert Wesker, que tienen habilidades secundarias que se los permiten), pero puede pasar una gran cantidad de tiempo destruyendo las barricadas. El asesino también tiene una capacidad de lectura de aura similar a la de los sobrevivientes, sólo que el asesino lo puede usar para ver las ubicaciones de cada generador, tótem y gancho en el mapa. También se agregó una nueva mecánica en la actualización 1.5.0 que introdujo la sed de sangre. Pasados 15 segundos en una persecución, el asesino recibe un impulso de 0.2 m/s; 25 segundos en una persecución le da al asesino un impulso de 0.6 m/s; y finalmente, si una persecución dura 35 segundos, el asesino obtiene un aumento de 1.2 m/s. Estos efectos solo duran hasta que finaliza una persecución en la que los efectos bajan un 10% por segundo sin perseguir a un sobreviviente, un pallet se rompe y cuando un sobreviviente es golpeado. Esto se agregó para evitar el abuso de la mecánica conocida como "looping", que es cuando un sobreviviente corre alrededor de pallets o estructuras durante un período prolongado de tiempo para que el resto del equipo pueda completar generadores y, en cambio, anima al sobreviviente a romper la línea de visión y escapar por completo del asesino.
Al igual que los sobrevivientes, los asesinos tienen aspectos legendarios que les dan la apariencia de otros personajes, como es el caso de Chatterer (Pinhead) y Tiffany Valentine (Chucky).

### Objetivos
La interacción con la mayoría de los objetos y acciones en el videojuego hace que se active una "prueba de habilidad" (Skill Check). Cuando se activa una prueba de habilidad, aparece una aguja dentro de un círculo en la pantalla y gira rápidamente, el jugador debe presionar la barra espaciadora o el botón izquierdo del ratón cuando la aguja está dentro de una determinada sección del círculo elegida al azar antes de que pase la aguja. Fallar una prueba de habilidad tiene múltiples consecuencias basadas en la acción que se está tomando.
Reparar cada generador lleva un largo período de tiempo y produce un ruido mecánico bastante pequeño durante el proceso. Fallar una prueba de habilidad de reparación causará una explosión que reducirá el progreso de la reparación del generador y emitirá un fuerte ruido que alertará al asesino dónde se encuentra el jugador y qué está haciendo. Al asesino también se le ha otorgado la capacidad de dañar los generadores, los cuales retrocederán 2% de su progreso actual instantáneamente cada que sean pateados, además de seguir su regresión hasta quedar en 0% si no son tocados por algún sobreviviente. Este proceso puede ser detenido simplemente por los sobrevivientes que arreglan el generador por un segundo.
Sabotear un gancho requiere una cantidad de tiempo significativamente menor que la reparación de un generador, pero el ruido que emite la acción es considerablemente más fuerte. Para sabotear un gancho, los sobrevivientes deben estar equipados con un "kit de herramientas" o tener activada la función Saboteador.
Cuando un superviviente se cura a sí mismo o a otros supervivientes, puede tomar períodos de tiempo drásticamente diferentes dependiendo de múltiples factores, como si tienen un botiquín de primeros auxilios, ciertas ventajas activas, ventajas del asesino y si el jugador se está curando a sí mismo o un aliado. Los controles de habilidad son tan comunes como cuando se repara, pero tienen una consecuencia levemente menos severa cuando fallan. Fallar una prueba de habilidad de curación aún reduce el progreso de la acción, pero el gemido hecho por el sobreviviente que se está curando es más silencioso que las otras explosiones, pero aún alerta al asesino de su ubicación dentro de un cierto rango.
Si el asesino captura a un sobreviviente, lo recoge y generalmente lo lleva al gancho más cercano. Durante este tiempo, pueden intentar zafarse del agarre del asesino antes de que llegue al gancho e intentar huir. Si el asesino logra colgar al sobreviviente en uno de los muchos ganchos en el área, un compañero de equipo puede rescatar al sobreviviente ganchado o, más raramente, el sobreviviente empalado (con un 4% de posibilidades) puede liberarse (aunque al intentarlo es probable que esto sea contraproducente y perjudique aún más al sobreviviente, acercándolo a la muerte).
Una vez que se hayan reparado todos los generadores, un sobreviviente debe encontrar un interruptor al lado de una de las dos posibles puertas de salida y mantenerlo durante 10 segundos para abrir la puerta. El juego solo termina cuando todos los sobrevivientes escapan o son asesinados, por lo tanto, mientras que algunos sobrevivientes pueden escapar y terminar la partida más rápidamente, los que aún están dentro deben seguir jugando. Los jugadores que han escapado o muerto tienen la capacidad de espectar a los jugadores restantes a través de la conclusión de la partida, o regresar al menú y unirse a una nueva partida.
Si solo queda un sobreviviente, la reparación de generadores puede ser casi imposible. Un método de escape alternativo sería usar la escotilla, que es una compuerta en el suelo que se genera en un área aleatoria. La escotilla se genera cerrada, pero cuando solo queda un superviviente, se abrirá automáticamente. Si el asesino ha cerrado la escotilla, un superviviente puede abrirla de nuevo si tiene una llave morada o una llave esqueleto y permanecerá abierto durante 30 segundos.

### Red de sangre
Tanto los supervivientes como los asesinos pueden desbloquear artículos, beneficios y ofertas a través de la red de sangre. Cada acción realizada en una partida le da al jugador un número de puntos de sangre determinados, y la suma se agrega al total del jugador al final de la partida. Cada nivel de la red de sangre se genera proceduralmente y aumenta a medida que el personaje gana niveles. Las recompensas se conectan entre sí en un árbol radial, y los jugadores deben comprar recompensas a lo largo de la ruta de progresión para obtener acceso a las demás. Una vez que se haya comprado cada recompensa en el árbol, la red de sangre generará un nuevo nivel para que el jugador progrese, aumentando el nivel de ese personaje. Una vez que el personaje alcanza el nivel 50 se le dará la opción de prestigio. Si el jugador decide prestigiar el personaje, este irá avanzando niveles hasta llegar al límite, el cual es el Prestigio 100. A lo largo de los niveles hay una serie de recompensar que van desde desbloqueo de habilidades para todos los sobrevivientes, colgantes decorativos, hasta ropa ensangrentada.
La red de sangre puede contener objetos de diversa rareza, complementos para elementos que aumentan su eficacia, ofrendas que pueden gastarse al comienzo de la partida para influir en las condiciones de la partida y habilidades que los hacen más poderosos. Las ofrendas y complementos sólo se pueden usar en una partida, mientras que los elementos se pueden reutilizar hasta que el jugador muera o los pierda, y las ventajas son permanentes. Los objetos también se pueden obtener de cofres en el mapa, pero esto no afecta la red de sangre del personaje. Como la habilidad especial de un asesino está ligada a su objeto y los asesinos son invulnerables, sus objetos son permanentes y no se pueden cambiar.

## Ambientación

### Reinos
El videojuego tiene lugar en veinte reinos que se basan en los lugares donde los asesinos se convirtieron en lo que son: Finca MacMillan (El Trampero), Desguace Autohaven (El espectro), Granja Coldwind (El Pueblerino), Asilo Crotus Prenn (La Enfermera), Haddonfield (La Forma), Pantano de aguas estancadas (La Bruja), Instituto Conmemorativo Léry (El Doctor), Bosque Rojo (La cazadora), Springwood y Escuela Badham (La pesadilla), Planta procesadora de carne Gideon (La Cerda), Hacienda Yamaoka (La Espíritu), Ormond (La legión), Laboratorio Nacional de Hawkings (Retirado) (El Demogorgon), Cantina del Perro Muerto (El Arponero), Escuela primaria de Midwich (El Verdugo), Raccoon City (Némesis), Cementerio Abandonado (La artista), Isla Marchita (La Draga), Borgo Diezmado (El Caballero) y Toba Landing (La Singularidad). Con el tiempo, la maldad de sus acciones se acumuló allí hasta que atrajo la atención de El Ente. La mayoría de las configuraciones de reinos se dividen en múltiples mapas con características similares pero pequeñas variaciones.

### Edificios
Cada reino y mapa presenta un edificio principal específico del mapa que permanece en el mismo lugar en el mapa de cada partida. Cada mapa también presenta un edificio conocido como "La Cabaña del Asesino", que es el mismo en todos los mapas y aleatoriamente aparece (o no) como una de las pocas ubicaciones predeterminadas en el mapa. Cada nuevo juego, una habitación conocida como el "sótano" se coloca debajo del edificio específico del mapa o de la cabaña.
El Sótano es una sala especial que consiste en 1 cofre de objetos que los supervivientes pueden saquear y 4 armarios para que se escondan. También alberga un gancho especial de 4 puntas que se abre hacia varios lados, lo que lo convierte en un lugar muy seguro para que los asesinos traigan a sus víctimas restando oportunidad a que otros sobrevivientes los salven. Debido a este peligro, a los sobrevivientes se les otorga una pequeña cantidad de puntos incluso por aventurarse en el sótano.

## Contenido descargable
| Título                    | Fecha                    | Asesino                     | Superviviente(s)                | Mapa                                                                         | Ref.   |
| ------------------------- | ------------------------ | --------------------------- | ------------------------------- | ---------------------------------------------------------------------------- | ------ |
| The Last Breath           | 18 de agosto de 2016     | La Enfermera                | Nea Karlsson                    | El Asilo (Crotus Prenn Asylum)                                               | [ 24 ] |
| Halloween                 | 25 de octubre de 2016    | La Forma                    | Laurie Strode                   | Lampkin Lane (Haddonfield)                                                   | [ 25 ] |
| Of Flesh and Mud          | 8 de diciembre de 2016   | La Bruja                    | Ace Visconti                    | La Rosa Pálida (Pantano de Remanso)                                          | [ 26 ] |
| Left Behind               | 8 de marzo de 2017       | —                           | William "Bill" Overbeck         | —                                                                            | [ 27 ] |
| Spark of Madness          | 11 de mayo de 2017       | El Doctor                   | Feng Min                        | Centro de Tratamiento (Instituto Conmemorativo Léry)                         | [ 28 ] |
| A Lullaby for the Dark    | 27 de julio de 2017      | La Cazadora                 | David King                      | Morada Maternal (Bosque Rojo)                                                | [ 29 ] |
| Leatherface               | 14 de septiembre de 2017 | El Caníbal                  | —                               | —                                                                            | [ 30 ] |
| A Nightmare on Elm Street | 26 de octubre de 2017    | La Pesadilla                | Quentin Smith                   | Colegio Badham (Springwood)                                                  | [ 31 ] |
| Saw                       | 23 de enero de 2018      | La Cerda                    | David Tapp                      | El Juego (Planta Procesadora de Carne Gideon)                                | [ 32 ] |
| Curtain Call              | 12 de junio de 2018      | El Payaso                   | Kate Denson                     | Capilla del Padre Campbell (Asilo Crotus Prenn)                              | [ 33 ] |
| Shattered Bloodline       | 18 de septiembre de 2018 | La Espíritu                 | Adam Francis                    | Residencia Familiar (Finca Yamaoka)                                          | [ 34 ] |
| Darkness Among Us         | 11 de diciembre de 2018  | La Legión                   | Jeffrey "Jeff" Johansen         | Complejo Del Monte Ormond (Ormond)                                           | [ 35 ] |
| Demise of the Faithful    | 19 de marzo de 2019      | La Plaga                    | Jane Romero                     | Templo de la Purgación (Bosque Rojo)                                         | [ 36 ] |
| Ash vs Evil Dead          | 2 de abril de 2019       | —                           | Ashley "Ash" Williams           | —                                                                            | [ 37 ] |
| Ghost Face                | 18 de junio de 2019      | Ghost Face                  | —                               | —                                                                            | [ 38 ] |
| Stranger Things           | 17 de septiembre de 2019 | Demogorgon                  | Steve Harrington, Nancy Wheeler | Complejo Subterráneo (Laboratorio Nacional Hawkins)                          | [ 41 ] |
| Cursed Legacy             | 3 de diciembre de 2019   | El Oni                      | Yui Kimura                      | Santuario del Tormento (Finca Yamaoka)                                       | [ 42 ] |
| Chains of Hate            | 10 de marzo de 2020      | El Arponero                 | Zarina Kassir                   | Salón Perro Muerto (Tumba de Glenvale)                                       | [ 43 ] |
| Silent Hill               | 16 de junio de 2020      | El Verdugo                  | Cheryl Mason                    | Escuela Primaria de Midwich (Silent Hill)                                    | [ 44 ] |
| Descend Beyond            | 8 de septiembre de 2020  | El Deterioro                | Felix Richter                   | —                                                                            | [ 45 ] |
| A Binding of Kin          | 1 de diciembre de 2020   | Los Mellizos                | Élodie Rakoto                   | —                                                                            | [ 46 ] |
| All-Kill                  | 30 de marzo de 2021      | El Traicionero              | Yun-Jin Lee                     | —                                                                            | [ 47 ] |
| Resident Evil             | 15 de junio de 2021      | The Nemesis                 | Leon S. Kennedy, Jill Valentine | Comisaría de Raccoon City (Raccoon City)                                     | [ 49 ] |
| Hellraiser                | 7 de septiembre de 2021  | El Cenobita                 | —                               | —                                                                            | [ 50 ] |
| Hour of the Witch         | 19 de octubre de 2021    | —                           | Mikaela Reid                    | —                                                                            | [ 51 ] |
| Portrait of a Murder      | 30 de noviembre de 2021  | La Artista                  | Jonah Vasquez                   | Nido de Cuervos (Cementerio Abandonado)                                      | [ 52 ] |
| Sadako Rising             | 8 de marzo de 2022       | La Onryō                    | Yoichi Asakawa                  | —                                                                            | [ 53 ] |
| Roots of Dread            | 7 de junio de 2022       | La Draga                    | Haddie Kaur                     | La Isla Marchita                                                             | [ 54 ] |
| Resident Evil: Project W  | 30 de agosto de 2022     | Cerebro                     | Ada Wong, Rebecca Chambers      | Ala este/ala oeste de la comisaría de policía de Raccoon City (Raccoon City) | [ 56 ] |
| Forged in Fog             | 22 de noviembre de 2022  | El Caballero                | Vittorio Toscano                | Plaza Desolada                                                               | [ 57 ] |
| Tools of Torment          | 7 de marzo de 2023       | La Comerciante de Calaveras | Thalita Lyra, Renato Lyra       | —                                                                            | [ 59 ] |
| End Transmission          | 13 de junio de 2023      | La Singularidad             | Gabriel Soma                    | Aterrizaje en Toba (Espesura de Dvarka)                                      | [ 60 ] |
| Nicolas Cage              | 25 de julio de 2023      | —                           | Nicolas Cage                    | —                                                                            | [ 61 ] |
| Alien                     | 29 de agosto de 2023     | El Xenomorfo                | Ellen Ripley                    | Resto de la Nostromo (Espesura de Dvarka)                                    | [ 62 ] |
| Chucky                    | 28 de noviembre de 2023  | Good Guy                    | —                               | —                                                                            | [ 63 ] |
| Alan Wake                 | 30 de enero de 2024      | —                           | Alan Wake                       | —                                                                            | [ 64 ] |
| All Things Wicked         | 12 de marzo de 2024      | El Desconocido              | Sable Ward                      | Plaza Greenville (Isla Marchita)                                             | [ 65 ] |
| Dungeons & Dragons        | 3 de junio de 2024       | The Lich                    | Aestri Yazar, Baermar Uraz      | Forgotten Ruins (Decimated Borgo)                                            | [ 66 ] |
| Tomb Raider               | 16 de julio de 2024      | —                           | Lara Croft                      | —                                                                            | [ 67 ] |
| Castlevania               | 27 de agosto de 2024     | El Señor Oscuro             | Trevor Belmont                  | —                                                                            | [ 68 ] |
| Doomed Course             | 28 de noviembre de 2024  | La Adiestradora             | Taurie Cain                     | —                                                                            | [ 70 ] |
| Five Nights at Freddy's   | 17 de junio de 2025      | El Animatronico             | —                               | Freddy Fazbear's Pizza (Isla Marchita)                                       | [ 71 ] |

## Recepción
Dead by Daylight recibió críticas mixtas, de acuerdo con el agregador de reseñas Metacritic. GameSpot le otorgó un puntaje de 6 sobre 10, diciendo que «Dead by Daylight ejecuta bien el concepto de un videojuego de terror competitivo, pero solo hasta cierto punto».
Las ventas de Dead by Daylight superaron el millón de unidades dos meses después de su lanzamiento y alcanzaron 1,8 millones de unidades en PC a fines de 2016.

## En otros medios

### Película
El 2 de marzo de 2023, los sitios web Variety e Imagine Games Network revelaron que las casas productoras Blumhouse Productions y Atomic Monster Productions se habían aliado junto a la desarrolladora Behaviour Interactive, y que estaban desarrollando una película de acción real basada en el popular videojuego Dead by Daylight, con el fin de expandir el universo de su franquicia hacia otros rubros.
Según Variety, a la fecha las productoras ya habrían comenzado a buscar escritor y director "que fueran fans del videojuego" para encargarse del proyecto. James Wan de Atomic Monster, Jason Blum de Blumhouse, y Stephen Mulrooney de Behaviour Entertainment fungirían como productores ejecutivos.